# Sîneavka, Mena
Sîneavka (în ucraineană Синявка) este o comună în raionul Mena, regiunea Cernihiv, Ucraina, formată numai din satul de reședință.

## Demografie
Componența lingvistică a comunei Sîneavka
     Ucraineană (98,85%)
     Rusă (1,06%)
     Alte limbi (0,09%)
Conform recensământului din 2001, majoritatea populației comunei Sîneavka era vorbitoare de ucraineană (98,85%), existând în minoritate și vorbitori de rusă (1,06%).